# Sedigheh Vasmaghi
Sedigh Vasmaghi (persa: صدیقه وسمقی) és una advocada, poeta i política reformista iraniana. De 1999 a 2003, va ser membre de l'Ajuntament de Teheran i va ser la primera portaveu del consell. Se la descriu com una "activista i intel·lectual post-islamista".